# Α-丙内酯
α-丙内酯是一种有机化合物，化学式为C3H4O2。它可由2-溴丙酸根的分解得到。它也是2-氯丙酸在气相分解的中间体，其分解过程如下：
CH3CHClCOOH → [CH3CH(O)C=O + HCl] → CH3CHO + CO + HCl